# Gavrana conica
Gavrana conica là một loài tò vò trong họ Ichneumonidae.